# Messerschmitt KR200

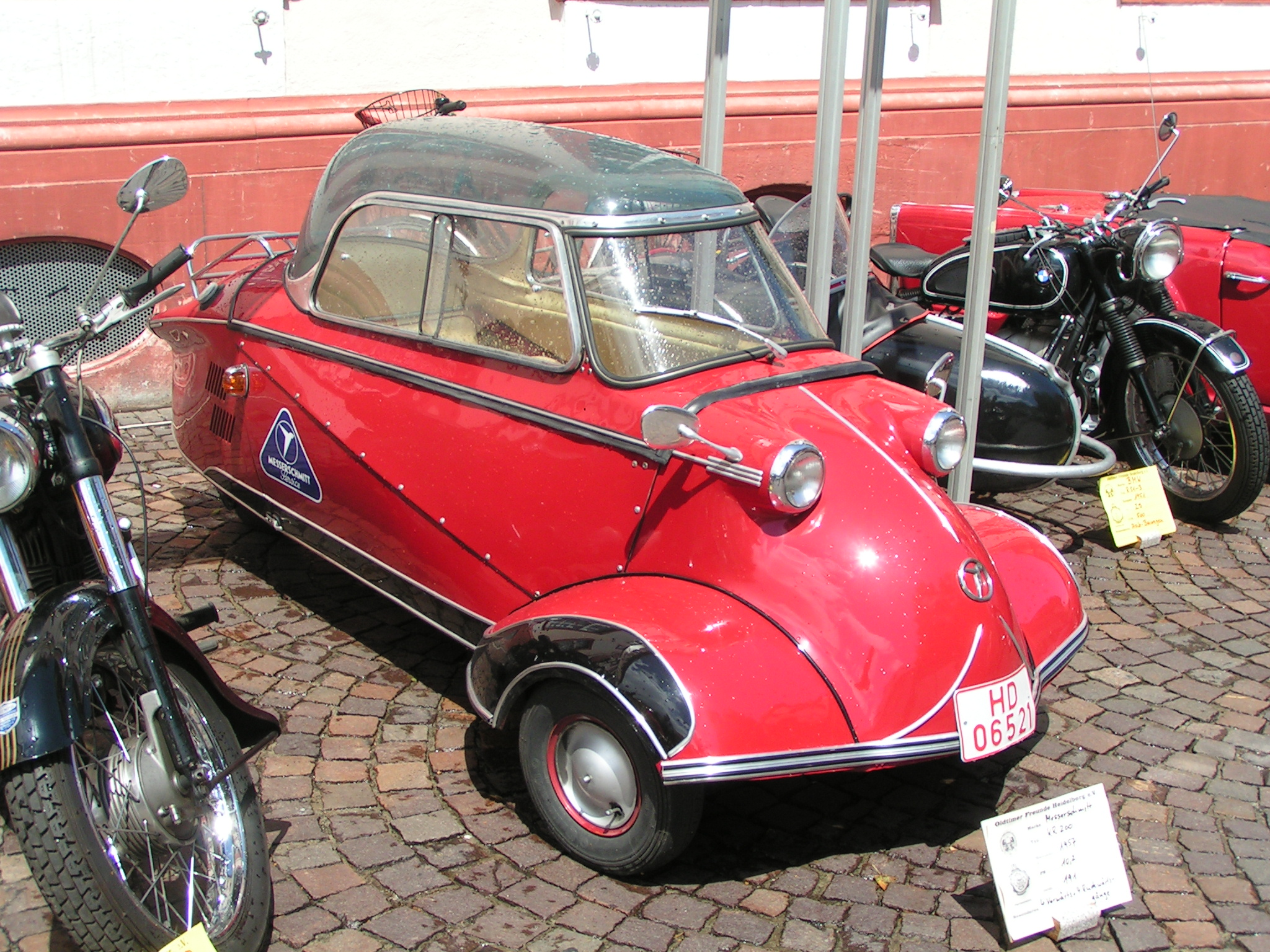
Messerschmitt Kabinenroller KR 200

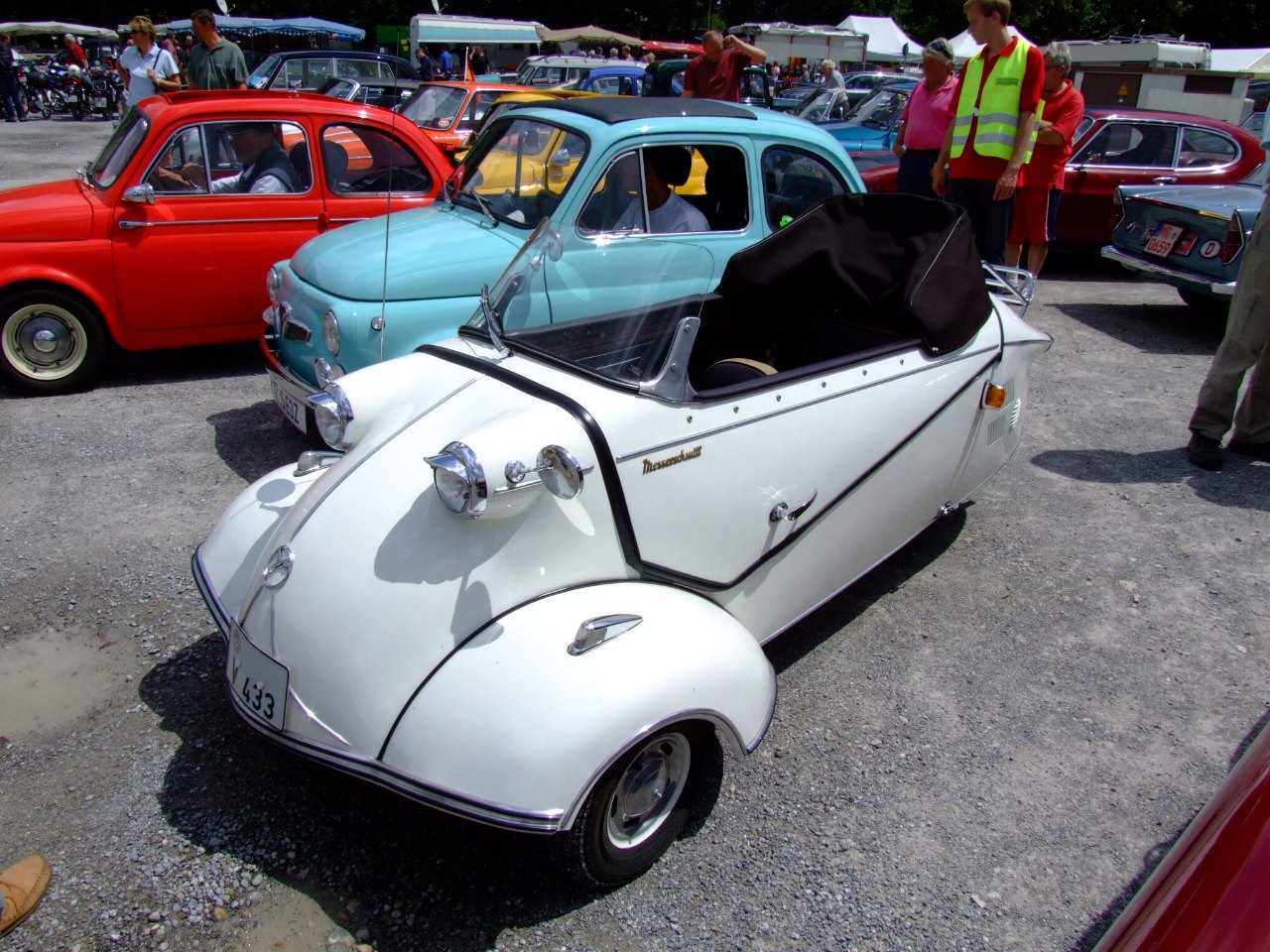
Messerschmitt Kabinenroller

Messerschmitt KR200, ou Kabinenroller, é um microcarro de três rodas projetado pelo engenheiro aeronáutico Fritz Fend e produzido na fábrica da fabricante alemã de aviões Messerschmitt na década de 1950 e 1960. A Messerschmitt não havia permissão para fabricar aviões temporariamente, como sua concorrente a BMW.
O KR200 substituiu o Messerschmitt KR175 e foi na maior parte um redesenho total, porém mantendo o conceito original.
O detalhe mais chamativo do KR200 é sua capota em forma de bolha. Estes eram feitas de acrílico transparente (“Plexiglás” ou “Perspex”). As três rodas, perfil baixo e faróis esportivos tornavam este carro incomum mesmo pelos padrões dos minicarros. O KR200 funciona com um motor de scooter de dois tempos refrigerado a ar, posicionado de frente para a roda traseira, atrás do banco do passageiro. Tem controles muito simples, incluindo um remanescente manche de avião.
O KR200 é pequeno, econômico em combustível e barato. Se deu bem em um país sofrendo com os efeitos do pós-guerra guerra mas com um sistema extensivo de estradas.
Há clubes de fãs do carro na Europa e EUA. Alguns colecionadores chegam a pagar 10.000 euros por um Schmitt bem conservado. 
Ter o banco do passageiro atrás, ao invés de ao lado do motorista, e somente uma única roda traseira  reduz não somente a área frontal como permite que o corpo posicione-se como numa fuselagem de avião,  dentro de uma posição prática.  Dez hps (7 quilowatts) propulsionam o motor à velocidade máxima de 105 km/h (65 mph). O consumo fica em torno de 31 km/l.
Kabinenroller significa “o scooter cabine”. Havia também o Fend Flitzer e o Messerschmitt KR175 e mais tarde surgiu o rápido TG500 com quatro rodas. 
A produção do KR200 cessou em 1964 porque as vendas foram diminuindo com o passar dos anos. A demanda por transporte básico na Alemanha tinha diminuído, assim como a economia alemã cresceu. Uma situação similar ocorreu em outras partes de Europa, também ocorrendo no destino da maior parte das exportações, o Reino Unido.

## Reproduções
As características do veiculo o tornam um excelente veiculo urbano, pequeno, leve, muito mais economico que um carro e relativamente mais seguro que um carro tornaram o veiculo relativamente popular no mercado de replicas. Geralmente equipados com transmissões automaticas, esses veiculos podem ser adquiridos e conduzido por cadeirantes que desejam a sensação de andar de moto por não depender de pedais ou por pessoas que desejam um veiculo diferente e relativamente barato. Destaca-se no segmento a empresa brasileira Athena Auto.

## Ligações Externas
- Clube britânico do Messerschmitt
- Clube alemão do Messerschmitt
- Messerschmitt Scale models
- Revista Vip. Messerschmitt KR200, o carro-bolha alemão